# Glypticus
Glypticus is een geslacht van uitgestorven zee-egels, en het typegeslacht van de familie Glypticidae.

## Soorten
- Glypticus buxtorfi Koechlin, 1947 †